# Koniarky (Wielka Fatra)
Koniarky (1400 m) – szczyt w Wielkiej Fatrze w Karpatach Zachodnich na Słowacji Znajduje się w jej głównym grzbiecie, pomiędzy szczytami Chyžky (1342 m) i Suchý vrch (1550 m). Stoki północno-zachodnie opadają do Hornoborišovskiej doliny (Hornoborišovská dolina, górne piętro Necpalskiej doliny), stoki południowo-zachodnie do Radovo w Zelenej dolinie (górna część Revúckiej doliny).
Nazwa szczytu pochodzi od tego, że dawniej wypasano na nim konie. Jest to szczyt mało wybitny, kopulasty szczyt. Dawniej był całkowicie trawiasty, obecnie stopniowo zarasta lasem. Zaliczany jest do tzw. Halnej Fatry (słow. Hôľna Fatra) – części gór, która charakteryzuje się wysokogórską, lecz generalnie dość łagodną rzeźbą terenu i występowaniem rozległych łąk górskich sztucznie obniżonego tu piętra alpejskiego w strefach grzbietowych. Nadal prowadzony jest na nim wypas owiec. Na południowych zboczach, nieco poniżej bardzo płytkiego siodła przełęczy oddzielającej Koniarky od Suchego wierchu znajduje się szałas pasterski.

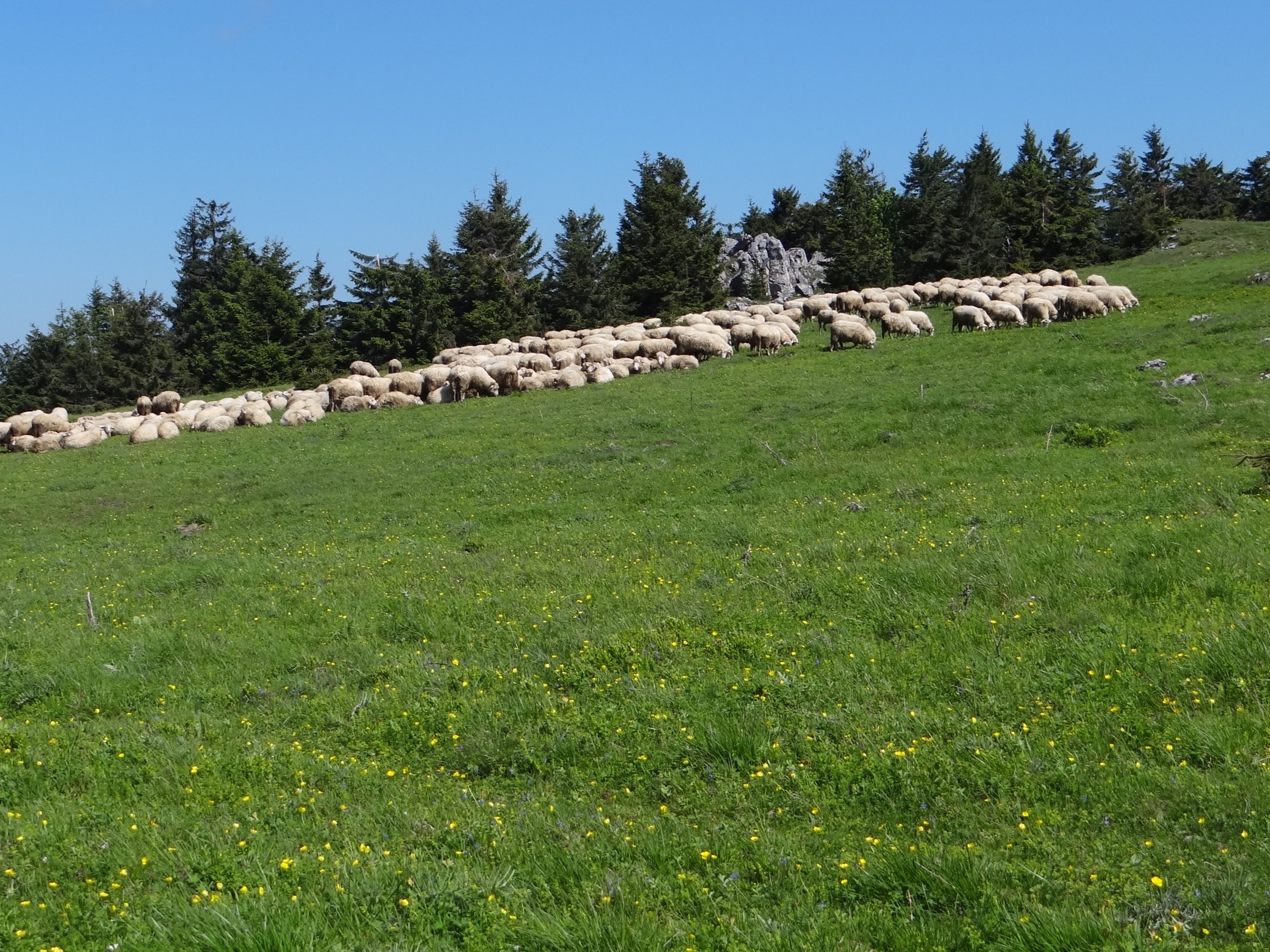
Wypas owiec na Koniarkach

## Turystyka
Trawiasty wierzchołek Koniarek i cały grzbiet Wielkiej Fatry w jego okolicy są dobrymi punktami widokowymi. Przez Koniarky prowadzi jeden z głównych szlaków turystycznych Wielkiej Fatry – Magistala Wielkofatrzańska (Veľkofatranská Magistrála). Odgałęzia się od niego żółty szlak łącznikowy do Necpalskiej doliny.
Około 100 m na zachód od szlaku biegnącego szczytem Koniarek znajduje się Salaš pod Suchým vrchom
  odcinek: Chata pod Borišovom – Ploská – Koniarky. Deniwelacja 362 m, odległość 4,6 km, czas przejścia 1,45 h
  Koniarky – Revúcky mlyn – Balcierovo (Necpalská dolina). Deniwelacja 557 m, odległość 2,8 km, czas przejścia 1,05 h, ↑ 1.35 h